# City Lights (canción)
«City Lights» —[ˈsɪti laɪts]; en español: «Luces de ciudad»— es una canción compuesta por Blanche y Pierre Dumoulin e interpretada en inglés por Blanche. Se lanzó el 8 de marzo de 2017 mediante PIAS Recordings. Fue elegida para representar a Bélgica en el Festival de la Canción de Eurovisión de 2017 mediante la elección interna de la emisora belga Radio Télévision Belge de la Communauté Française (RTBF).

## Festival de Eurovisión

### Festival de la Canción de Eurovisión 2017

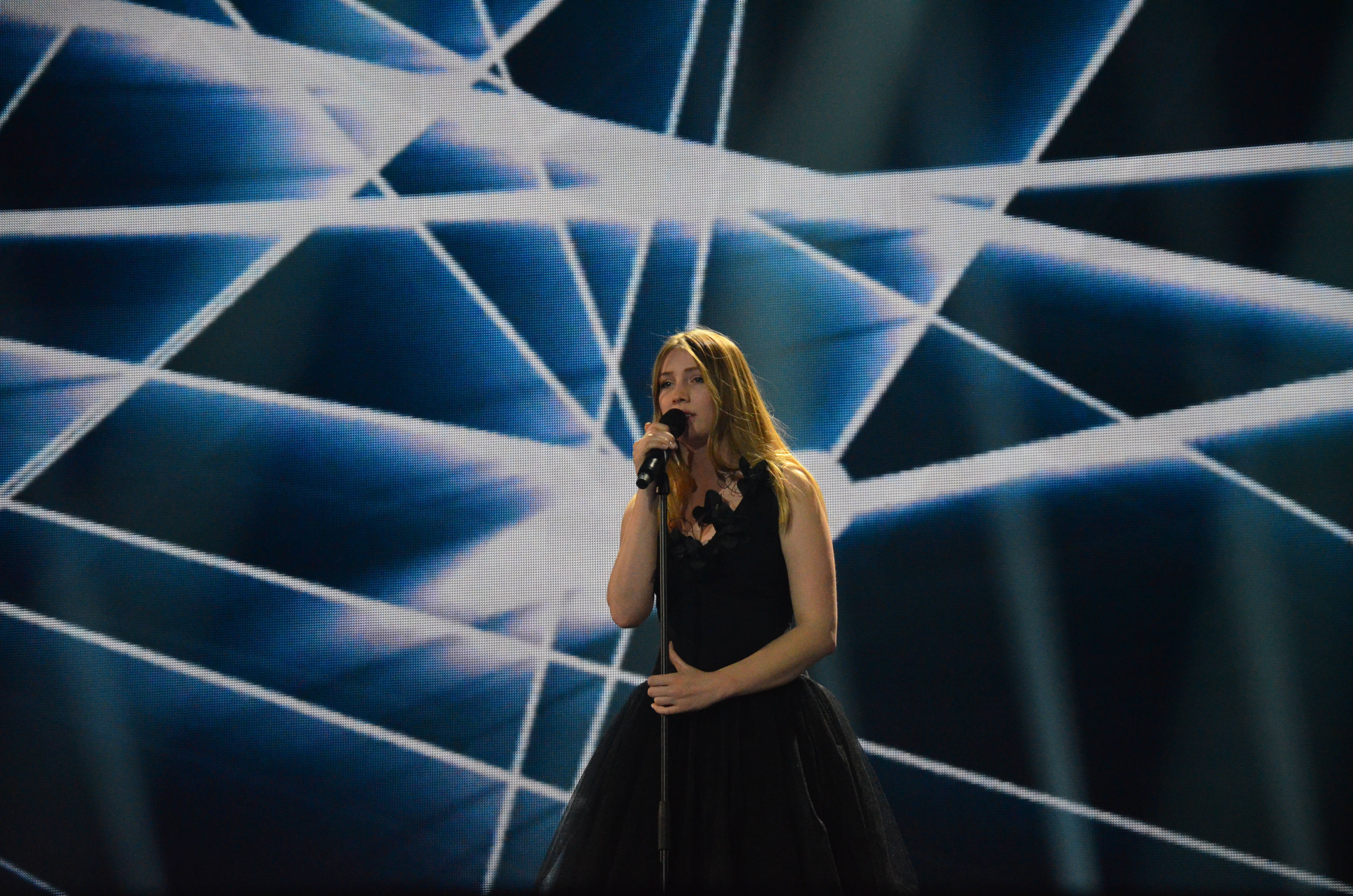
Blanche interpretando la canción durante el Festival de la Canción de Eurovisión 2017.

Esta fue la representación belga en el Festival de Eurovisión 2017, interpretada por Blanche.
El 31 de enero de 2017 se organizó un sorteo de asignación en el que se colocaba a cada país en una de las dos semifinales, además de decidir en qué mitad del certamen actuarían. Como resultado, la canción fue interpretada en quinto lugar durante la primera semifinal, celebrada el 9 de mayo de 2017. Fue precedida por Albania con Lindita interpretando «World» y seguida por Montenegro con Slavko Kalezić interpretando «Space». La canción fue anunciada entre los diez temas elegidos para pasar a la final, y por lo tanto se clasificó para competir en esta. Más tarde se reveló que el país había quedado en cuarto puesto con 165 puntos.
El tema fue interpretado más tarde durante la final el 13 de mayo, precedido por Ucrania con O.Torvald interpretando «Time» y seguido por Suecia con Robin Bengtsson interpretando «I Can't Go On». Al final de las votaciones, la canción había recibido 363 puntos (108 del jurado y 255 del televoto), y quedó en cuarto lugar de 26.

## Formatos
| Descarga digital |               |          |  |
| N.º              | Título        | Duración |  |
| 1.               | «City Lights» | 2:54     |  |

## Historial de lanzamiento
| Región  | Fecha              | Formato          | Discográfica    | Ref.  |
| ------- | ------------------ | ---------------- | --------------- | ----- |
| Mundial | 8 de marzo de 2017 | Descarga digital | PIAS Recordings | [ 1 ] |